# Reprezentacyjny Polski Zespół Pieśni i Tańca „Wileńszczyzna”
Zespół Pieśni i Tańca Wileńszczyzna – polski zespół folklorystyczny mający swoją siedzibę w Wilnie.
Zespół powstał w 1980. Jego dyrektorem od samego początku był Gabriel Jan Mincewicz – były poseł na sejm Ziemi Wileńskiej.
W swoim repertuarze posiada między innymi pieśni regionu wileńskiego. Ma opracowanych kilka programów tematycznych, opartych zasadniczo na folklorze wileńskim. Są to: „Wesele Wileńskie”, „Zaloty”, „Kaziuki Wileńskie” i „Noc Świętojańska na Wileńszczyźnie”.
Od ponad 10 lat zespół organizuje i przeprowadza szeroko znany festyn ”Kwiaty Polskie”. Koncertował przede wszystkim w Polsce, a poza tym w USA, Niemczech, Francji, Australii, Watykanie, Belgii, Holandii, Anglii, Danii, Austrii i Włoszech.
Swój repertuar zespół bazuje na miejscowym podwileńskim folklorze. 

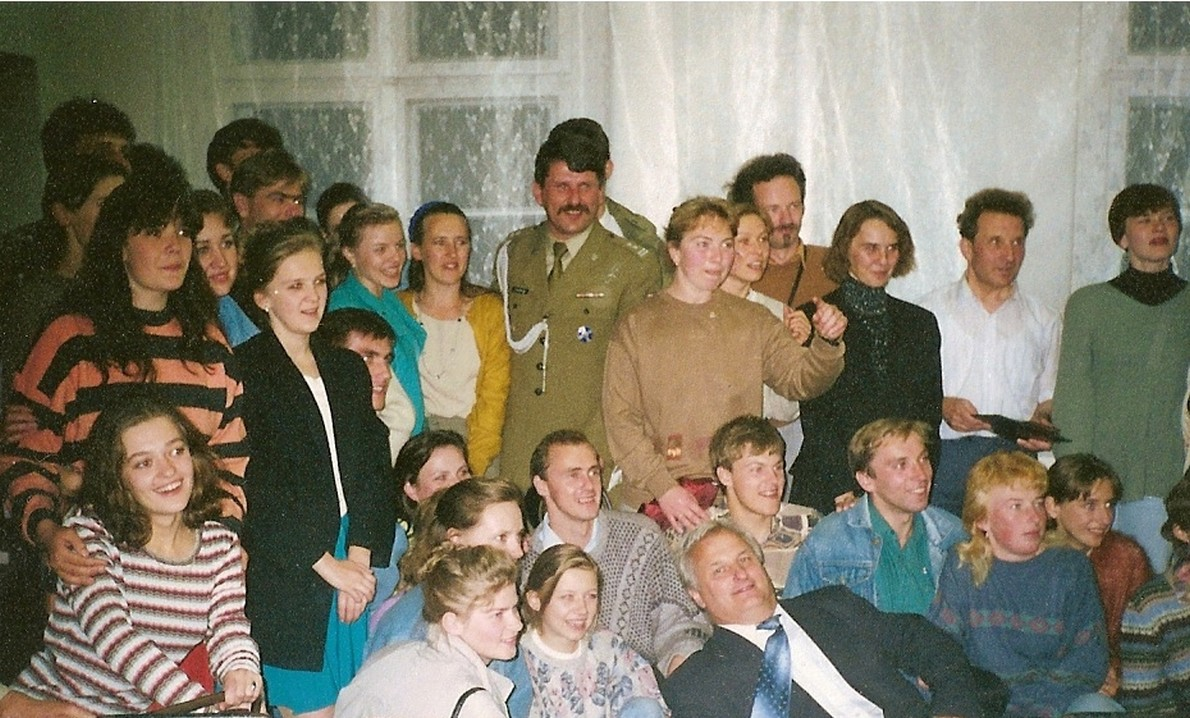
Zespół „Wileńszczyzna” w 29 Brygadzie Zmechanizowanej w Szczecinie

"Wileńszczyzny drogi kraj" to sztandarowa pieśń wykonywana przez zespół:

Gdzie nad Wilią drżą kaczeńce,
Zapatrzone w modrą gładź.
Świętojańskie płyną wieńce,
By dziewczętom szczęście dać. 
Ukochana moja ziemio,
Wileńszczyzny drogi kraj.
Na nic Ciebie nie zamienię,
Z Tobą żyć i umrzeć daj.
W Ostrej Bramie dnia każdego,
Woła wiernych dzwonów spiż.
A trzy Krzyże Wiwulskiego,
Jak drogowskaz wiodą wzwyż.
Ukochana moja ziemio...
Rozrzucone ojców kości,
Pośród jarów, pośród gór.
Co uczyli tu polskości,
Dając dla nas piękny wzór.
Ukochana moja ziemio...